# Internering
Internering er et begreb som dækker over fængsling eller tilbageholdelse af personer, sædvanligvis store grupper, uden retskendelse eller domfældelse.
Internering refererer også til almindelig praksis i neutrale lande, som i tilfælde af krig i henhold til den anden Haag konvention tilbageholder fremmede væbnede styrker og udstyr, som befinder sig på deres områder.

## Ekstern henvisning
- Wikimedia Commons har flere filer relateret til Internering
- The Second Hague Convention, 1907 (engelsk) Arkiveret 9. oktober 2012 hos  Wayback Machine